# Arslantepe
Arslantepe, la "collina dei leoni", sorge nel villaggio di Orduzu, nella piana di Malatya nell'Anatolia Orientale, in un'oasi nella catena dell'Antitauro, a circa 15 chilometri dalla riva destra dell'Eufrate e a 6 chilometri dalla città moderna di Malatya.
Il sito di Arslantepe è un tell, una collina artificiale nata per il sovrapporsi di abitati ricostruiti sempre nello stesso punto per millenni; esso è stato occupato ininterrottamente a partire almeno dal V millennio a.C. fino all'età romana e bizantina.
I primi scavi furono condotti dall'archeologo francese L. Delaporte tra il 1932 e il 1939.
Dopo il secondo conflitto mondiale le indagini furono riprese brevemente da Claude F. A. Schaeffer.
A partire dal 1961 la Missione Archeologica Italiana in Anatolia Orientale ha condotto sistematiche campagne di scavo.
Notevole è la scoperta di un complesso palatino (Arslantepe IVa) datato alla fine del IV millennio a.C. Unico nel suo genere, esso si caratterizza per la presenza di almeno due aree templari, magazzini e dipinti. Nel palazzo sono state riesumate le più antiche spade mai ritrovate al mondo.
Questo insediamento era forse il più settentrionale avamposto di Uruk e poco dopo fu conquistato, distrutto e ricostruito da una popolazione proveniente dal Caucaso, che ne fece la capitale di uno stato locale.
Il 26 luglio 2021 il sito archeologico di Arslantepe è diventato Patrimonio Mondiale dell'UNESCO..